# Minutes to Midnight
Albums de Linkin Park
Meteora
(2003) A Thousand Suns
(2010)
Singles
1. What I've Done
Sortie : 2 avril 2007
2. Bleed It Out
Sortie : 20 août 2007
3. Shadow of the Day
Sortie : 16 octobre 2007
4. Given Up
Sortie : 3 mars 2008
5. Leave Out All the Rest
Sortie : 14 juillet 2008

Minutes to Midnight est le troisième album studio du groupe américain Linkin Park, sorti le 14 mai 2007 et le 15 mai 2007 en Amérique. Le nom de l'album fait référence à l'horloge de la fin du monde, une horloge représentant le nombre de minutes avant minuit, où minuit correspond à la destruction de la Terre par une guerre atomique. Initialement prévu pour l'été 2006, l'album est finalement commercialisé le 14 mai 2007. Il est produit par Rick Rubin, et coproduit par Mike Shinoda. Il s'agit de la première fois que les six membres du groupe sont présents sur la pochette d'un de leur album. Il s'agit également du premier album de Linkin Park à recevoir l'étiquette Parental Advisory. Cet album est d'un tout nouveau style ; à sa conception, les membres travaillent chacun de leur côté pour ensuite mettre leurs idées en commun. D'après Chester Bennington, l'album est plus sombre et plus mélodique, avec un son plus tiré vers le rock, accompagné de solos de guitare comme dans Shadow of the Day, In Pieces, ou encore The Little Things Give You Away.
Le premier single, What I've Done, est sorti le 2 avril. Given Up est mis en vente sur Internet quelques jours avant la sortie de l'album, et son clip sort en mars 2008. L'album entier a également été diffusé au début du mois de mai 2007. Le second single, Bleed It Out, est diffusé pour la première fois à la télévision fin juillet 2007. Il suit du troisième single Shadow of the Day, sorti le 16 octobre 2007. Leave Out All The Rest, le dernier clip de l'album, est diffusé pour la première fois le 2 juin 2008.
Malgré son succès commercial, Minutes to Midnight est accueilli d'une manière mitigée par la presse spécialisée. Le magazine Rolling Stone le nomme 25e meilleur album en 2007. Il est classé 154e au Hot 200 Albums of the Decade du magazine Billboard.

## Développement
Lors d'une entrevue, le chanteur du groupe Chester Bennington explique que l'album est « un mélange de punk, rock classique, et de hip-hop » et que « Rick apportait une sonorité plus axée rock classique et hip-hop. » Dans une autre entrevue, Bennington explique : « Cette fois, Mike Shinoda chante beaucoup plus. Il peut sembler ne pas s'investir, mais il s'occupe beaucoup des harmonies. Il chante également beaucoup en solo. On se présente à notre manière,. »

## Performance commerciale
La date de sortie de Minutes to Midnight est retardée plusieurs fois avant sa parution. Il devait paraître en été 2006, est retardé pour printemps 2006, puis encore une fois pour le début de 2007. La date de sortie définitive de l'album est annoncée pour le 14 mai 2007. Au Canada, l'album est lancé un jour plus tard, le 15 mai 2007. Les chansons Given Up, Bleed It Out, et Hands Held High sont éditées. En Malaisie, la version éditée de l'album est disponible en digipak. Aux États-Unis, l'album devient l'album le plus vendu au début de 2007, avec 625 000 exemplaires. Au Canada, l'album se vend à plus de 50 000 exemplaires dès sa première semaine, et débute à la première place du Canadian Albums Chart. Dans le monde, l'album atteint 3,3 millions d'exemplaires vendus une semaine après sa parution.

## Liste des pistes
Toutes les chansons sont écrites et composées par Linkin Park.
| 1.    | Wake                            | 1:41 |
| 2.    | Given Up                        | 3:08 |
| 3.    | Leave Out All the Rest          | 3:28 |
| 4.    | Bleed It Out                    | 2:47 |
| 5.    | Shadow of the Day               | 4:50 |
| 6.    | What I've Done                  | 3:27 |
| 7.    | Hands Held High                 | 3:58 |
| 8.    | No More Sorrow                  | 3:49 |
| 9.    | Valentine's Day                 | 3:16 |
| 10.   | In Between                      | 3:16 |
| 11.   | In Pieces                       | 3:38 |
| 12.   | The Little Things Give You Away | 6:22 |
| 43:31 |                                 |      |

## Certifications
| Pays              | Certification | Unités certifiées |
| ----------------- | ------------- | ----------------- |
| États-Unis (RIAA) | 5 × Platine   | 5 000 000         |
| France (SNEP)     | Or            | 75 000            |